# Haber-Syndrom
Das Haber-Syndrom ist eine sehr seltene angeborene Hautkrankheit (Genodermatose) mit dem Hauptmerkmal Rosazea-artiger Gesichtsveränderungen mit retikulärer (netzartiger) Hyperpigmentierung auch auf Rücken, Nacken und Arm- und Beinbeugen.
Synonyme sind: Dermatose familiäre rosazea-artige mit intraepidermalen Epitheliomen keratotischen Plaques und Narben; Familiäre rosazeaartige Dermatose mit intraepithelialen Epitheliomen, keratotischen Plaques und Narben
Zu den Retikulären Pigmentierungsstörungen gehören die Dowling-Degos-Krankheit (AD) und Sonderformen in Kombination mit weiteren Veränderungen:
- Haber-Syndrom + Rosazea-artigen Veränderungen im Gesicht
- Morbus Galli-Galli + erythematöse Dyskeratosis follicularis (Morbus Darier)
- Retikuläre Hyperpigmentierung vom Typ Kitamura an den Streckseiten der Hände und Füße

ferner die Dermatopathia pigmentosa reticularis und die X-chromosomale retikuläre Pigmentierungsstörung.
Auch die Dyskeratosis congenita, das Naegeli-Syndrom, die Dyschromatosis symmetrica hereditaria und Dyschromatosis universalis hereditaria können hinzugezählt werden.
Die Erstbeschreibung stammt aus dem Jahre 1965 durch die britischen Ärzte K. V. Sanderson und H. T. H. Wilson und ehrt den österreichisch-englischen Hautarzt Heinrich (Henry) Haber (1900–1962).

## Verbreitung
Die Häufigkeit und Ursache sind nicht bekannt, bislang wurde nur über wenige Betroffene berichtet. Die Vererbung erfolgt fast ausschließlich autosomal-dominant.

## Pathologie
Bei den Gesichtsveränderungen besteht eine besondere Hyperplasie der Epithelzellen, die sich als feine Digitationen entweder von der Epidermis oder den Talgdrüsenfollikeln verzweigen.

## Klinische Erscheinungen
Klinische Kriterien sind:
- Manifestation in der Kindheit
- brennendes rosazeaartiges Erythem im Gesicht, besonders Wangen, Nase, Stirn und Kinn
- Erötungsreaktion, Photosensibilität und Windempfindlichkeit
- braune Hyperpigmentierung und Hautverdickung
- Teleangiektasien
- Pustel, kleine Narben, Papeln und Knötchen
- besonders betroffen sind Achselhöhle, Kniegelenk und Ellbogen

## Diagnose
Die Diagnose ergibt sich aus der Kombination klinischer Befunde.

## Differentialdiagnostik
Abzugrenzen sind in erster Linie die Rosazea und die Seborrhoische Keratose, ferner andere zu den Retikulären Pigmentierungsstörungen gehörende Krankheitsbilder.

## Therapie
Eine symptomatische Behandlung der Rosazea ist möglich.